# 環足突束蝽
環足突束蝽（学名：Phaenacantha trilineata）为束蝽科突束蝽屬下的一个种。